# Alfred Schühly

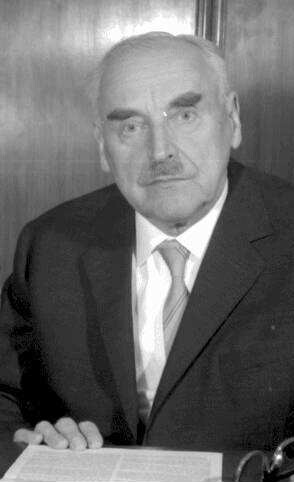
Alfred Schühly (1974)

Alfred Egon Schühly (* 14. Februar 1889 in Karlsruhe; † 9. März 1977 in Freiburg im Breisgau) war ein deutscher Jurist und Politiker (Zentrumspartei, BCSV, CDU).

## Leben und Beruf
Nach dem Abitur nahm Schühly ein Studium der Rechts- und Staatswissenschaften an den Universitäten in Freiburg im Breisgau, Leipzig und Heidelberg auf, das er mit beiden juristischen Staatsexamen und 1911 mit der Promotion zum Dr. jur. beendete. Anschließend trat er in den badischen Staatsdienst ein, arbeitete in der Inneren Verwaltung und wurde 1920 als Regierungsrat an das Landratsamt Waldshut versetzt. Er wechselte 1927 ins badische Innenministerium nach Karlsruhe und wurde dort 1932 zum Ministerialrat ernannt. Nach der Machtübernahme der Nationalsozialisten wurde er 1933 aus politischen Gründen zurückgestuft und als Richter an den badischen Verwaltungsgerichtshof versetzt. Obwohl er nie der NSDAP beigetreten war, blieb er von 1932 bis 1944 dennoch stets an der Beamtenausbildung durch Referendarkurse, sowie als Mitglied juristischer Prüfungskommissionen und des Justizprüfungsamtes beteiligt.
Schühly kehrte 1945 als Ministerialrat ins badische Innenministerium zurück. 1946/47 war er Präsident des badischen Verwaltungsgerichtshofes mit Sitz in Freiburg. Von 1947 bis 1952 fungierte er als Vizepräsident, von 1952 bis 1955 dann erneut als Präsident des Verwaltungsgerichtshofes. 1946 erhielt er einen Lehrauftrag für Verwaltungsrecht an der Universität Freiburg, den er bis Anfang der 1970er Jahre ausführte. Daneben war er von 1955 bis 1961 Lehrbeauftragter an der Verwaltungshochschule Speyer.

## Partei
1927 wurde Schühly Mitglied der Zentrumspartei. Nach dem Zweiten Weltkrieg schloss er sich der Badischen Christlich-Sozialen Volkspartei (BCSV) an, aus der später der badische Landesverband der CDU hervorging.

## Öffentliche Ämter
Schühly amtierte vom 26. Juni 1947 bis zum 25. April 1952 als Innenminister in der von Staatspräsident Leo Wohleb geführten Regierung des Landes Baden. Vom 18. März 1952 bis zur Gründung des Landes Baden-Württemberg übernahm er zusätzlich das Amt des Stellvertretenden Staatspräsidenten.

## Ehrungen
- Honorarprofessur des öffentlichen Rechts der Universität Freiburg, 1951
- Großes Verdienstkreuz mit Stern der Bundesrepublik Deutschland, 1955
- Ernennung zum Ehrensenator der Albert-Ludwigs-Universität Freiburg, 1957
- Verfassungsmedaille in Gold des Landes Baden-Württemberg, 1964